# Estadio Alfredo Terrera
El estadio Alfredo Terrera es un recinto de fútbol argentino, que se encuentra en Santiago del Estero, ubicado en las calles Granadero Saavedra y San Martín. Pertenece a Central Córdoba.

## Características
Este estadio cuenta con capacidad para 20 000 espectadores, y fue modificado cuando el equipo logró el ascenso a primera división. Los arreglos en el estadio fueron realizados para cumplir con los estándares de la Asociación del Fútbol Argentino y la Conmebol.

## Ubicación
El estadio, se ubica sobre la calle Granadero Saavedra (zona de plateas, alta y baja y palcos), calle San Martín (zona de popular visitante), calle Pedro León Gallo (zona de popular local), calle Santa Fe (preferencial local y palcos).